# Ferdinando Carulli
Ferdinando Maria Meinrado Francesco Pascale Rosario Carulli (9. února 1770, Neapol – 17. února 1841, Paříž) byl italský skladatel pro klasickou kytaru a autor školy hry na kytaru Méthode complète pour guitare ou lyre, op. 27, která je dodnes používána.

## Život
Narodil se v Neapoli, tehdy součástí Neapolského království. Jeho otec byl vzdělaný muž, byl tajemníkem Neapolského soudu. Základy hudebního vzdělání získal od kněze, který byl amatérským hudebníkem. Prvním hudebním nástrojem Carulliho bylo violoncello. Teprve ve dvaceti letech objevil kytaru, ale posléze jí věnoval celý svůj život. V té době neexistoval v Neapoli žádný profesionální učitel hry na kytaru, proto si vyvinul svůj vlastní styl.
Carulli byl velice nadaný umělec, jeho koncerty v Neapoli se staly tak populární, že byl záhy zván na koncertní turné po celé Evropě. Okolo roku 1801 se oženil s Francouzkou Marií-Josephinou Boyerovou, s níž měl jednoho syna, Gustava Carulli. Tiskem vyšly jeho první skladby okolo roku 1807 v milánském nakladatelství Ricordi. Do Milána se také přestěhoval a přispíval zde do místních publikací. Po velkém úspěchu svých koncertů v Paříži, tehdejším „hlavním městě hudby“, tam i natrvalo přesídlil.
V Paříži se stal velice úspěšným učitelem hry na kytaru a také zde vyšla většina jeho skladeb. Založil i své vlastní hudební vydavatelství, ve kterém kromě svých vlastních skladeb vydával i díla dalších vynikajících kytaristů včetně Filippa Gragnaniho, který se stal jeho přítelem a který mu později věnoval svá tři kytarová duetta.
Carulli se rovněž věnoval konstrukci nástroje a ke konci svého života vyvinul ve spolupráci s pařížským loutnistou René Lacôtem desetistrunnou kytaru, tzv. Decacorde.
Zemřel v Paříži ve věku 71 let.

## Dílo
Carulli byl velice plodný skladatel. Zkomponoval více než 400 skladeb pro kytaru a mnoho dalších skladeb v různých nástrojových kombinacích jejichž součástí však vždy byla kytara. Jeho škola hry na kytaru, Méthode complète pour guitare ou lyre, op. 27, publikovaná v roce 1810 a revidovaná pod op. č. 241 v roce 1825, obsahuje skladby, které jsou dodnes používány při výuce hry na klasickou kytaru. Kromě řady skladeb pro dvě kytary, kytaru a housle či kytaru a flétnu, zkomponoval tři koncerty pro kytaru a komorní orchestr. Ve spolupráci se svým synem Gustavem napsal rovněž několik skladeb pro kytaru a klavír.
Mnoho skladeb, které dnes považujeme za Carulliho nejlepší díla, bylo původně vydavateli odmítnuto, neboť je považovali za příliš obtížné pro amatérské hudebníky, na které byla zaměřena jejich vydavatelská politika. Je proto pravděpodobné, že některá z jeho nejlepších děl jsou dnes ztracena. Nicméně několik publikovaných skladeb napovídá na kvalitu a propracovanost jeho koncertních skladeb. Dobrým příkladem je Six Andantes op. 320, komponovaná okolo r. 1830 a věnovaná kytaristovi Matteo Carcassimu.
K vysoce úspěšné škole publikoval skladatel ještě řadu doplňků. Jako op. 272 (L'Anti Methode) byla škola vydána pro koncertní účely bez vysvětlujícího textu. Napsal školu pro decacord, pojednání o harmonii, o kytarovém doprovodu zpěvu a několik sbírek vokalíz a solfegií. Tato pojednání byla určena k rozšíření možností kytarového doprovodu zejména pro ty kytaristy a učitele zpěvu, kteří nebyli podrobně seznámeni se záznamem generálního basu.
Díla Ferdinanda Carulliho jsou dodnes vděčnou součástí repertoáru světových kytaristů a existuje mnoho jejich nahrávek. Duo in G, op.34 posloužilo jako ústřední melodie oblíbeného britského televizního sci-fi seriálu The Adventure Game, který BBC uváděla v letech 1980–1986.

## Výběr skladeb
- Koncert pro kytaru A-dur op. 8
- Trio op. 9 (pro flétnu, housle a kytaru)
- cca 60 duet pro housle a kytaru
- Dua op. 104/1 a 3 (pro flétnu a kytaru)
- 3 serenády op. 96 (pro 2 kytary)
- Six Sérénades op. 109
- 24 preludií op. 114
- Kytarový koncert e-moll op.140 „Petit Concerto de Société“
- Nocturno op. 190
- Six Divertissements brillants op. 317
- Six andantes op. 320
- Fantasia op. 337
- „Tři dny“ (revoluční dny v roce 1830)
- Capriccio en Do
- Nice a Fileno (hudební vyprávění)